# Russafa
Pour les articles homonymes, voir Russafa (homonymie).
Russafa (nom officiel en valencien ; en espagnol : Ruzafa) est un quartier de la ville de Valence, en Espagne, appartenant au district de l'Eixample et qui fut une municipalité indépendante jusqu'en 1877. En 2009, il recense 25 134 habitants, selon la mairie de Valence.

## Toponymie
Russafa est issu du mot arabe رُصَافَة (Ruṣāfatu). Dans cette langue, il signifie « jardin » et pourrait être un emprunt à l'akkadien rasapa, « résidence d'un gouverneur ». On recense jusqu'à neuf lieux appelés Ruṣāfa dans le monde arabe, notamment dans les environs de Damas, de Bassorah et de Bagdad.

## Histoire

### Origines etXIXesiècle
L'origine de Russafa se trouve dans un jardin d'agrément initié par Abd Allah al-Balansi au IXe siècle à environ 2 km de la ville de Valence, à l'imitation de celui construit par son père, Abderraman Ier, près de Cordoue. Ce domaine a dû disparaître assez rapidement, car les fils d'al-Balansi n'ont pas continué à vivre à Valence, mais la zone de jardins qui l'entourait a été préservée et utilisée comme lieu de loisirs et comme parc public, comme en témoignent les poètes al-Russafi, al-Saqundi, Ibn Amira et Ibn al-Abbar, entre autres. Une ferme s'est développée autour de ces jardins, qui deviendra le noyau des futures installations.
Au cours du XIXe siècle, la municipalité connait une augmentation significative de sa population : selon Madoz, en 1849, elle comptait 9 075 habitants (1 799 dans le centre urbain, qui correspond à l'actuel district), en 1860, 13 013 habitants, et en 1877, elle avait pratiquement doublé sa population, atteignant 20 000 personnes.
Parmi les maires qui ont dirigé la politique municipale, citons Salvador Alexandre y Tarrasa, Salvador Alexandre y Pascual et Vicente Quiles y Esteve, dans les années 1860 (ils ont été impliqués dans la tragédie de l'école où le professeur Aguilar et de nombreux jeunes sont morts), et Andrés Chisbert dans les années 1870 (le dernier dirigeant municipal connu). Après la destitution des dirigeants du gouvernement, sur ordre du gouverneur civil de la province de Valence, le 16 décembre 1877, une session extraordinaire du conseil municipal de Russafa a été organisée et l'annexion de la ville à Valence a été décidée. Désormais, Russafa aura un maire de quartier nommé directement par le maire de Valence, perdant ainsi son autonomie.

### Période contemporaine
Après une période d'abandon, le quartier connaît un processus de gentrification. Avec les travaux d'amélioration des trottoirs, la pression de l'hôtellerie a déplacé les petits commerces, tandis que la hausse des prix de l'immobilier, entraînée par l'augmentation des appartements touristiques, renchérit les loyers, faisant perdre progressivement au quartier le tissu social et le multiculturalisme qui le caractérisaient.